# 長野甞一
長野 嘗一（ながの じょういち、1915年12月3日 - 1979年2月8日）は、日本の国文学者。古典から近代文学まで幅広く論じた。

## 生涯
1915年、新潟県佐渡で生まれた。東京帝国大学国文科に入学し、池田亀鑑に師事した。後に池田が若いころ作家としても活動していたことを明らかにした。
昭和女子大学助教授に就いた。1968年、学位論文『古典と近代作家：芥川龍之介』を立教大学に提出して文学博士号を取得。立教大学教授を務め、在職中に死去。

## 著書
著作
- 『今昔物語評論 驚きの文学』至文堂 1949
- 『古典と近代作家 芥川竜之介』有朋堂 1967
  - 改題『芥川龍之介と古典』勉誠出版
- 『学者評判記 国文学』有朋堂 1967-1968
- 『平家物語 若い人への古典案内』社会思想社(現代教養文庫) 1968
- 『現代人のための平家物語』新人物往来社 1971
- 『平家物語の味わい方』明治書院(味わい方叢書) 1973
- 『今昔物語の味わい方』明治書院(味わい方叢書) 1974
- 『平家物語の鑑賞と批評』明治書院 1975
- 『今昔物語集の鑑賞と批評』明治書院 1978
- 『今昔物語集論考』笠間書院(笠間叢書) 1979
- 『谷崎潤一郎 古典と近代作家』明治書院 1980
  - 改題『谷崎潤一郎と古典』勉誠出版
- 『説話文学論考』笠間書院(笠間叢書) 1980
- 『中世文学論考』笠間書院(笠間叢書) 1980
- 『説話文学の世界 名篇の鑑賞と批評』明治書院(国文学研究叢書) 1980
- 『和泉式部 歴史小説集』宮本企画(かたりべ叢書) 1986
- 『三代 歴史小説集』宮本企画(かたりべ叢書) 1987
- 『源平の武将と女人』宮本企画(かたりべ叢書) 1990
- 『芥川龍之介王朝物の背景』勉誠出版(智慧の海叢書) 2004
- 『応天門炎上伴大納言』勉誠出版(智慧の海叢書) 2004

現代語訳・校注
- 『今昔物語』(1-6)(日本古典全書) 校註 朝日新聞社 1953-1956
- 『平家物語』(古典文学全集) 編著 ポプラ社 1965
- 『今昔物語 現代語訳』講談社 1967
- 『説話文学辞典』編 東京堂出版 1969
- 『今昔物語 どろぼうと武士』(小学生の日本古典全集) 学灯社 1970
- 『今昔物語集』(古典日本文学) 訳 筑摩書房 1977
- 『宇治拾遺物語』(校注古典叢書) 校注 明治書院 1985

## 参考
- 日本近代文学大事典